# アイアタル
アイアタル (Aiatar) とは、フィンランドの民間伝承における森の悪魔、または精霊である。

## 解説
アイアタルは邪悪な女性の精霊であるが、人々の前では蛇またはドラゴンの姿である。蛇に授乳し、人間を病気にするとされる。フィンランド内でも地域によってはアヤタル (Ajatar)、アヤッタラ (Ajattara) とも呼ばれる。

## 類似した存在
エストニアではアイ (Äi)、アイヨ (Äijo)、アイヤタル (Äijattar) などと呼ばれる精霊がアイアタルに類似しているという。エストニアのアイは森を住処とし、侵入してきたものは誰でも襲うという。